# Obefogad angivelse
Obefogad angivelse är ett brott enligt svensk rätt.
I 15 kap 6 § brottsbalken föreskrivs:
"Angiver man oskyldig till åtal med uppsåt att denne må bliva fälld till ansvar, dömes för falsk angivelse till fängelse i högst två år eller, om brottet är ringa, till böter eller fängelse i högst sex månader.
Om han icke insåg men hade skälig anledning antaga, att den angivne var oskyldig, dömes för obefogad angivelse till böter eller fängelse i högst sex månader."